# محمد كولي
محمد كولي (بالفرنسية: Mohamed Coly)‏ هو لاعب كرة قدم سنغالي في مركز الدفاع، ولد في 2 فبراير 1984 في داكار في السنغال. شارك مع منتخب السنغال لكرة القدم. أما مع النوادي، فقد لعب مع نادي بارما ونادي برو فيرتشيلي ونادي تارانتو 1927 ونادي سيتاديلا ونادي فاريسي ونادي كريمونيسي.

## وصلات خارجية
- محمد كولي على موقع قاعدة بيانات كرة القدم.إي يو (الإنجليزية)
- محمد كولي على موقع عالم كرة القدم.نت (الإنجليزية)